# Hellern (Meschede)
Hellern war ein Ort bei Meschede, der nach dem Bau der Hennetalsperre um 1905 untergegangen ist.

## Lage
Hellern lag im Hennetal, etwa 0,7 Kilometer südöstlich von Berghausen. Durch den Ort führte die Koblenz-Mindener Landstraße, die heutige Bundesstraße 55.

## Geschichte
Erstmals urkundlich erwähnt wurde der Ort im Jahr 1290 mit einem Godefridus de Hennelare. In Schatzungsregistern des 16. Jahrhunderts sind zwei Schatzungspflichtige angegeben. Um 1819 bestand der Ort aus drei Häusern mit 45 Einwohnern.
Hellern gehörte zur Pfarrgemeinde Meschede und ab dem 19. Jahrhundert zur politischen Gemeinde Meschede-Land.
In den 1780er Jahren entstand in Hellern eine Pulvermühle, die vom Landesherren gefördert wurde, um das Herzogtum Westfalen von Importen unabhängig zu machen und den Pulverbedarf im Bergbau zu decken. Unterhalb von Hellern wurde 1863 die Leistenfabrik von Lex gebaut.
Anfang des 20. Jahrhunderts wurde etwa einen Kilometer unterhalb von Hellern die erste Hennetalsperre gebaut. Dabei verschwanden der alte Gutshof Hellern und die Pulvermühle, die zuletzt der Köln-Rottweiler AG gehört hatte. Die Leistenfabrik wurde etwas näher bei Meschede wieder aufgebaut und die Landstraße verlegt. In einem in den 1990er Jahren entstandenen Wohngebiet unterhalb der Staumauer wurde eine Straße nach dem untergegangenen Ort benannt.